# St.-Jacobus-Kirche (Zirchow)

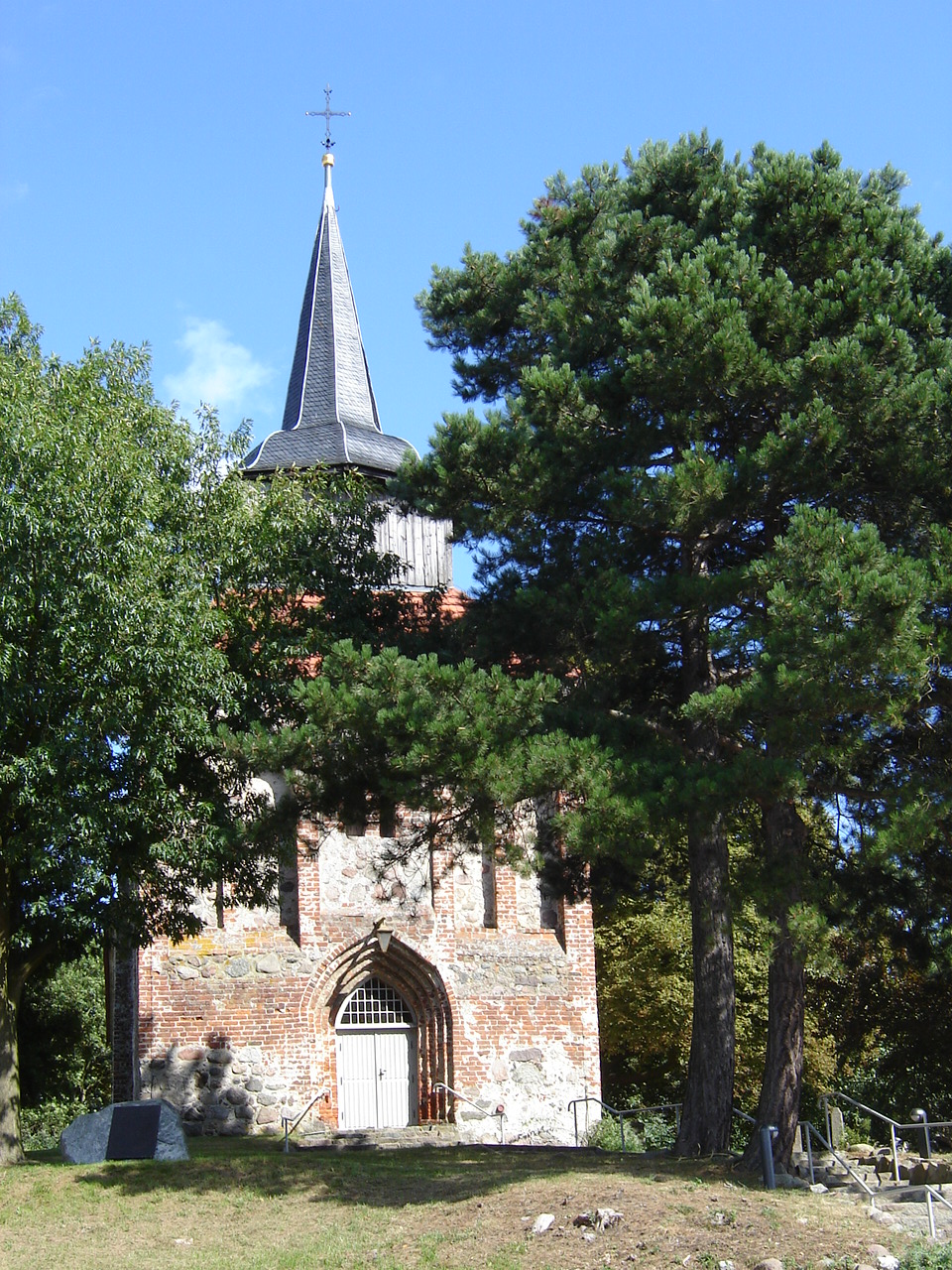
St.-Jacobus-Kirche in Zirchow

Die St.-Jacobus-Kirche in Zirchow im Landkreis Vorpommern-Greifswald ist der älteste erhaltene Kirchenbau auf der Insel Usedom.
Das rechteckige, aus Feldsteinen errichtete Kirchenschiff stammt aus der zweiten Hälfte  des 13. Jahrhunderts.  Der Ostgiebel mit zwei schmalen Rundbogenfenstern wurde später erneuert. Die Laibungen der Fenster und des Portals bestehen aus Backstein. Sie wurden bei einer Erneuerung im 19. Jahrhundert verändert.
Der quadratische Westturm wurde im 15. Jahrhundert angebaut und trägt eine achteckige barocke Haube mit Spitzhelm. Der Glockenstuhl reicht herab bis auf das Fundament des Turmes und ist durch  mehrere Andreaskreuze verbunden. Am Unterbau des Turmes befinden sich unterschiedliche Spitzbogenblenden. Das spitzbogige Westportal ist vierfach abgestuft.
Die Kirche diente in früheren Zeiten als Zuflucht bei Überfällen. Davon zeugen, neben den 1,10 m starken Mauern, Löcher in den inneren Wandungen der Portale. Hier konnten die Türen mittels eingeschobener Balken verbarrikadiert werden.
Im Inneren hat die Kirche eine flache Holzbalkendecke. Unter dem Putz wurden Reste mittelalterlicher Malereien freigelegt. Die Inneneinrichtung stammt aus dem 17. und vor allem aus dem 18. Jahrhundert. Die Schranken des Altars und die Kanzel wurden um 1850 gebaut. Das Altargemälde zeigt Jesus Christus als Schmerzensmann.
Die Orgel wurde 1867 vom Stettiner Orgelbaumeister Friedrich Wilhelm Kaltschmidt installiert. Die Glocke wurde 1820 von den Gebrüdern Schwenn in Stettin gegossen.
Der Maler Lyonel Feininger besuchte Zirchow Anfang des 20. Jahrhunderts mehrfach. Die Zirchower Kirche wurde das Motiv einer ganzen Reihe seiner Bilder, von denen sich das Gemälde „Zirchow V“ im Besitz des Brooklyn Museum in New York City befindet.